# Антон Йелчин
Антон Викторович Йелчин (на английски: Anton Viktorovich Yelchin; на руски: Антон Викторович Ельчин) е американски актьор.

## Биография
Роден е на 11 март 1989 г. в Ленинград (днес Санкт Петербург), СССР в семейството на Ирина Корина и Виктор Йелчин, които са фигуристи. Когато Антон е на 6 месеца, семейството му напуска СССР и се установява в Лос Анджелис.
Загива на 19 юни 2016 г. при нелеп инцидент – прегазен от собствената си кола, която е тръгнала назад по инерция по алеята пред дома му и го притиснала към тухлена стена. Той е починал по-късно в болница от получените наранявания.

## Частична филмография
- 2001 – „Раждането на Майло“ (Delivering Milo)
- 2001 – „15 минути“ (15 Minutes)
- 2001 – „Завръщането на паяка“ (Along Came a Spider)
- 2001 – „Сърца в Атландида“ (Hearts in Atlantis)
- 2004 – „Затворът на миналото“ (House of D)
- 2005 – „Свирепи хора“ (Fierce People)
- 2006 – „Алфа дог“ (Alpha Dog)
- 2007 – „Чарли Бартлет“ (Charlie Bartlett)
- 2008 – „Ню Йорк, обичам те!“ (New York, I Love You)
- 2009 – „Стар Трек“ (Star Trek)
- 2009 – „Терминатор: Спасение“ (Terminator Salvation)
- 2011 – „Нощта на ужасите“ (Fright Night)
- 2011 – „Ти и аз“ (You and I)
- 2011 – „Луди от любов“ (Like Crazy)
- 2011 – „Бобърът“ (The Beaver)
- 2011 – „Смърфовете“ (The Smurfs)
- 2013 – „Само любовниците остават живи“ (Only Lovers Left Alive)
- 2013 – „Пропадане в мрака“ (Star Trek Into Darkness)
- 2013 – „Смърфовете 2“ (The Smurfs 2)
- 2014 – „От 5 до 7“ (5 to 7)
- 2014 – „Без посока" (Rudderless)
- 2014 – „Цимбелин" (Cymbeline)
- 2014 – „Гаджето ми е зомби" (Burying the Ex)
- 2014 – „Умираща светлина" (Dying of the Light)
- 2015 – „Зелена стая" (Green Room)
- 2016 – „Стар Трек: Отвъд“ (Star Trek Beyond)
- 2016 – „Порто“ (Porto)
- 2015 – 2016 – SuperMansion
- 2017 – „Чистокръвни" (Thoroughbreds)
- 2017 – Rememory
- 2017 – „Не принадлежим тук" (We Don't Belong Here)
- 2016 – 2017 – „Ловците на тролове" (Trollhunters)